# Maya Chollet
Pour les articles homonymes, voir Chollet.
Maya Chollet, née le 6 mars 1987 à Châtel-Saint-Denis, est une journaliste de la Radio télévision suisse et sportive suisse.
Maya Chollet se distingue en triathlon ainsi qu’en course de montagne sur plusieurs compétitions régionales, nationales et internationales de 2007 à 2021,,,. Elle décroche le titre de championne suisse de trail lors du Trail Verbier Saint-Bernard.
Le 8 mai 2023, Maya Chollet sauve la vie d’un couple en train de se noyer dans l’Arve en crue à Genève et dans une eau à 7 degrés, mettant sa propre vie en danger. Cet acte lui vaut plusieurs distinctions nationales et internationales, dont la médaille d’honneur de la Fondation Internationale Carnegie (en),,.

## Biographie
Maya Chollet grandit dans le village de Palézieux dans le canton de Vaud en Suisse dans une famille de passionnés de sport et de montagne. Elle a un frère de deux ans son cadet. En 1995, sa mère perd la vie dans un accident d’escalade à Dorénaz dans le canton du Valais. Durant plusieurs années, Maya et son frère sont accueillis par des familles durant la journée pendant que leur père travaille. Dès son plus jeune âge, Maya aime courir, faire du vélo et nager. Elle passe la plus grande partie de son temps libre dehors.
Le 5 juillet 2009, alors qu’elle est dans le jardin de la maison familiale, Maya Chollet, âgée alors de 22 ans est témoin d’un choc frontal entre une voiture de tourisme et un car postal. Elle tente d’extraire le chauffeur de la voiture de tourisme qui commence à fumer sans y parvenir. Il décède sur place.
14 ans plus tard, le 18 mars 2023, Maya Chollet grimpe dans une goulotte à côté du Triangle du Tacul, dans le massif du Mont-Blanc à Chamonix en compagnie d’un autre alpiniste. En dessous d’eux, une cordée est en train de redescendre en rappel. Une chute de pierres atteint l’un d’eux. Maya Chollet appelle les secours et tente avec son compagnon de cordée de rejoindre le blessé pour lui porter secours. Il décédera peu après son évacuation par le PGHM. Maya Chollet souffre d’un syndrome de choc post-traumatique à la suite de ce drame.
Deux mois et demi après cet événement, le lundi 8 mai 2023, Maya Chollet sort de la tour de la Radio télévision suisse (RTS) à Genève. Elle prend son vélo pour rejoindre une collègue quand elle entend crier au secours. Un couple est en train de se noyer dans l’Arve en crue. Malgré une eau à 7 degrés et un courant fort, Maya Chollet saute dans l’eau tout habillée et parvient à ramener le couple en hypothermie près des berges, mettant sa propre vie en danger. Sans son intervention, le couple serait décédé. Elle met plusieurs mois à se remettre de la décharge d’adrénaline et du choc provoqués par cette situation extrême. Elle témoigne de cette histoire et des suites du sauvetage dans le film « Le jour où je suis devenu un héros » pour l’émission Temps Présent, diffusé le 12 janvier 2024 sur la Radio Télévision Suisse.
Ce sauvetage lui vaut trois distinctions nationales et internationales : la médaille vermeille de la Société Internationale de Sauvetage du Léman, la médaille de St-Christophe de la Société Suisse de Sauvetage et la prestigieuse médaille d’honneur de la Fondation Internationale Carnegie (en). Elle reçoit cette dernière le 7 mai 2024 lors d’une cérémonie à l’hôtel Bellevue à Berne,,.

## Parcours professionnel
Maya Chollet a fait sa scolarité obligatoire à Palézieux-village et Oron-la-Ville dans le canton de Vaud. Elle est une élève très douée qui s’ennuie parfois un peu en classe et passe beaucoup de temps à dessiner,.
Après avoir obtenu sa maturité au gymnase de Beaulieu à Lausanne, avec un prix d’excellence pour la meilleure moyenne générale, Maya Chollet obtient un Bachelor en Lettres à l'Université de Lausanne puis un Master en Etudes Européennes de l’Université de Bâle.
Elle commence sa carrière en tant que journaliste pigiste pour Le Messager à Châtel-St-Denis avant d’être engagée à la Radio télévision suisse (RTS) d’abord comme stagiaire de 2014 à 2016, puis comme journaliste (2016-). Elle travaille pour diverses émissions à la radio et à la télévision notamment en réalisant des reportages sur les thématiques montagne (Altitudes, Passe-moi les jumelles) ou dans des émissions sur la santé et la consommation (A Bon Entendeur, 36.9°).

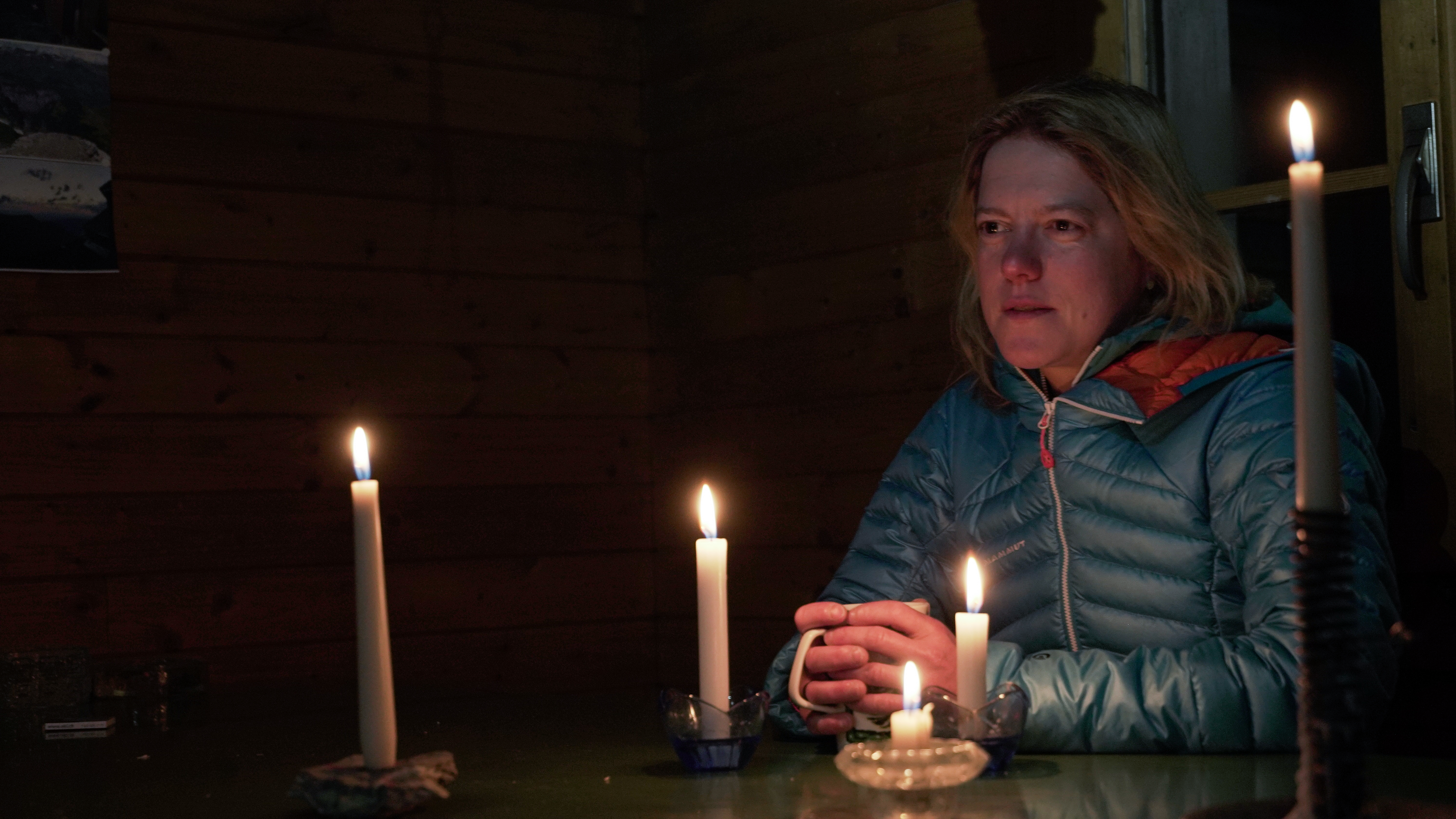
Maya Chollet, auteure du podcast Faces Nord.

Elle est l’auteur du podcast Faces Nord (deux saisons,15 épisodes) produit par la RTS dont la première saison est sortie le 1er décembre 2022. Le podcast raconte comment, quand Maya tombe sur un livre intitulé « Les Trois derniers Problèmes des Alpes » (Heckmair, Anderl, 1951) racontant la conquête des trois mythiques faces nord de l’Eiger, des Grandes Jorasses et du Cervin, un projet fou germe dans sa tête : gravir à son tour ces faces. Au travers de cette aventure humaine, le podcast décrypte le monde de l’alpinisme, ses codes et ses pratiques et touche à de nombreuses thématiques universelles comme la solidarité, le renoncement, le courage ou la confiance,,.

## Parcours sportif
A l’âge de 8 ans, Maya Chollet commence la natation au Vevey Natation. A 18 ans, elle fait son premier triathlon et se distingue rapidement au niveau régional puis national. A 25 ans, elle commence à faire de plus en plus de course à pied puis de trail.

### Palmarès triathlon
Maya Chollet remporte à plusieurs reprises les triathlons de Vevey, Lausanne, Genève ou Yverdon. Elle se classe 2ème et 3ème du triathlon de l’Inferno en 2017 et 2018 respectivement. Elle gagne à 11 reprises le triathlon de la Gemmi à Loèche-les-Bains en Valais, dont une fois devant tous les hommes.

### Palmarès course à pied
Maya Chollet remporte plusieurs dizaines de compétitions régionales et nationales entre 2008 et 2023 comme la Frauenlauf de Berne en 2009, le Jura Top Tour en 2008 ou encore les championnats suisses de trail en 2019,. Elle se classe trois fois 3ème des 20 km de Lausanne ou du semi-marathon de Lucerne. Elle se distingue également sur des courses verticales en France ou en Italie, comme lors de ses victoires sur la Montée du Grand Ballon en Alsace en 2013, sur le double kilomètre vertical de Villaroger/Les Arcs en 2016 ou l’Ultra Montée du Salève en 2019,.
Maya Chollet participe à deux reprises aux Golden Trail World Series en 2018 et 2019. Elle termine entre la 5e et la 15e place des courses de la série. Le classement général lui permet de participer aux de participer aux finales en Afrique du Sud et au Népal.